# Couronne Pahlavi

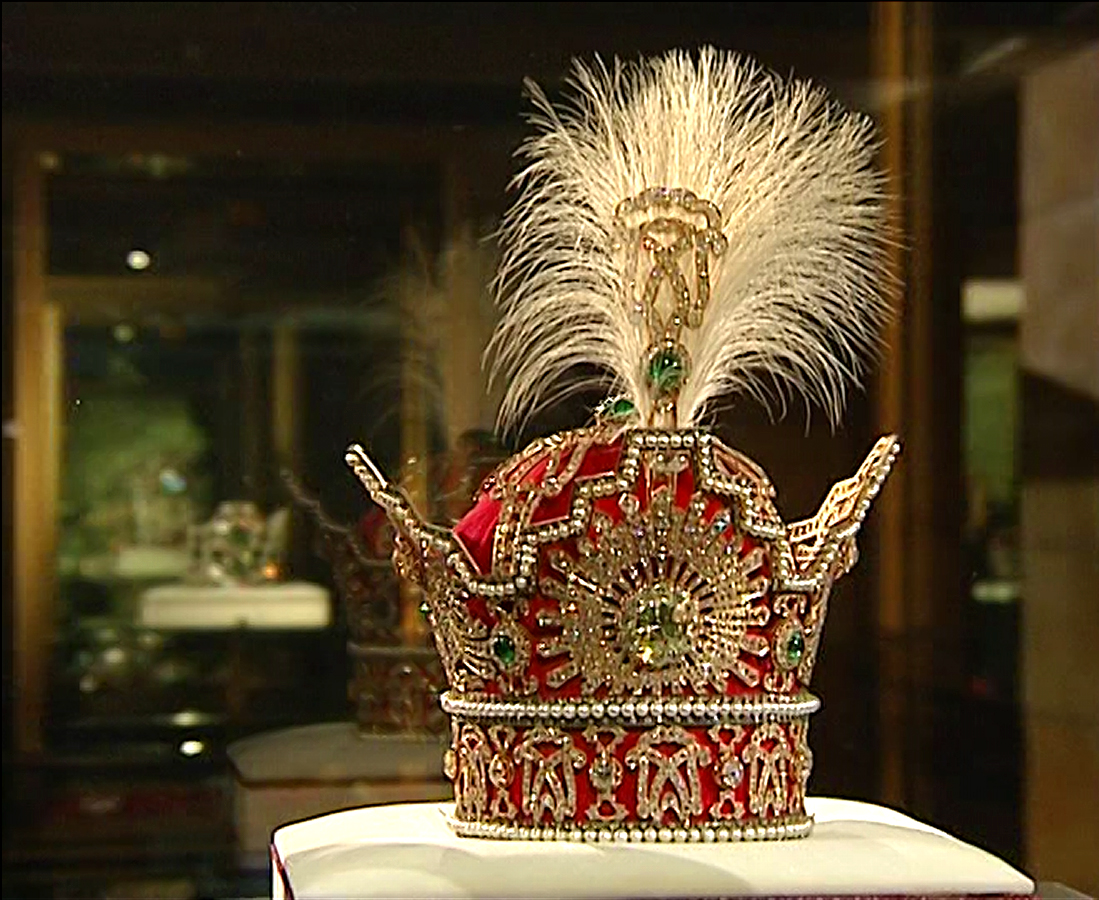
Couronne Pahlavi.

La couronne Pahlavi (persan : تاج پهلوی) est la couronne de couronnement traditionnelle, utilisée pendant la dynastie des Pahlavi (1925-1979). 
Elle fait partie des joyaux de la Couronne iranienne. 

## Contexte
Après l'ascension de la dynastie Pahlavi en 1925, Reza Shah ordonna à un groupe de joailliers iraniens, sous la supervision de Haj Serajeddin Javaheri, de créer une nouvelle couronne pour remplacer la couronne Kiani qui avait été utilisée par la dynastie Qajar. L'inspiration pour le nouveau design provient des peintures et des références historiques aux couronnes utilisées pendant l'Empire sassanide, qui avait dirigé la Perse de 224 à 651 apr. J.-C.
La couronne Pahlavi fut mise en service et utilisée pour la première fois pour le couronnement de Reza Shah le 25 avril 1926. Elle a été utilisée pour la dernière fois lors du couronnement de son fils et successeur Mohammad Reza Shah Pahlavi le 26 octobre 1967. La couronne est actuellement exposée avec le reste des joyaux de la Couronne iranienne à la Banque centrale d'Iran à Téhéran. 
Bien que la couronne Pahlavi n'ait pas été assemblée avant le début du XXe siècle, les pierres utilisées dans sa production ont été sélectionnées, conformément à la tradition, parmi les milliers de pierres en vrac déjà présentes dans le Trésor impérial iranien.

## Composition
Le cadre de la couronne est en or, argent et velours rouge. Il a une hauteur maximale de 29,8 cm, une largeur de 19,8 cm et pèse près de 2 080 grammes et est orné de 3 380 diamants faramineux, totalisant 1 144 carats. Le plus grand d'entre eux est un brillant jaune de 60 carats qui est placé au centre d'une composition en rayons de soleil en diamants blancs.  
On trouve, sur trois rangées, 369 perles blanches naturelles presque identiques. La couronne comporte également cinq émeraudes de grande taille totalisant 200 carats, dont la plus grosse pèse environ 100 carats et est placée au sommet de la couronne.